# Distretto di Dashe
Il distretto di Dashe (大社區S, Dàshè QūP) è un distretto della municipalità di Kaohsiung, situata a Taiwan.